# Carin Snakenborg
Carin Ulfsdotter (Snakenborg), död 1640, var en svensk hovfunktionär. 
Hon var dotter till Ulf Henriksson (Snakenborg) och Agneta Knutsdotter (Lillie). Hon var syster till den berömda Helena Snakenborg. Hon gifte sig 1580 med hertig Karls furstliga råd och marskalk Filip Jönsson Bonde. Paret fick bland andra Carl Bonde (1581–1652). Hon blev änka 1588. 
Hon utnämndes 1604 till hovmästarinna. Hon mottog donationer av gods konfiskerat från landsflyktiga politiska flyktingar.